# Zapada, una comedia beat
Zapada, una comedia beat es una película de Argentina filmada en blanco y negro dirigida por Raúl Perrone sobre su propio guion escrito en colaboración con Sergio Wolf que se estrenó en junio de 1999 en el ciclo de películas inéditas organizado por Filmoteca Buenos Aires y no fue exhibida comercialmente. Tuvo como actores principales a Diego Capusotto y Martín Campilongo.

## Sinopsis
Los amigos Coco y Peluca caminan por su barrio mientras esperan que les traigan el pago por un trabajo que habían realizado.

## Reparto
Participaron del filme los siguientes intérpretes:
- Diego Capusotto …Coco
- Martín Campilongo …Peluca
- Santiago Ríos …Pipo
- Gabriela Canaves …Sandra
- Nora Lezano…Chica de José
- María Lorenzuti  …Martita
- Daniel Zaballa …Varela
- Jorge Porcel (hijo) …Piraña

## Comentarios
Leandro Godón en el sitio web filmonline.com.ar opinó:

”…debe sumarse…a la breve lista de films nacionales que buscan una innovación estética además de temática…Esa voluntad innovadora no está reñida con el reflejo de una situación social…Zapada parece decirnos: Pinta el mundo, y pintarás tu aldea.”

Manrupe y Portela escribieron:

”Postales de Ituzaingó poco más que fotográficas, referencias a Carlitos Balá y Sandro, chistes pavos que hacen reír a una generación, el bajón y una lentitud de acciones que logran copiar la que impide que se concreten las cosas en el Gran Buenos Aires”